# Josef Božek
Josef Božek (polsky Józef Bożek; 28. února 1782 Běry, Slezsko – 21. října 1835 Praha) byl český mechanik a konstruktér, známý především konstrukcí prvního parovozu v českých zemích.

## Životopis
Josef Božek se narodil 28. února 1782 ve slezských Běrech v rodině mlynáře Mikuláše Božka a jeho druhé ženy Marie, roz. Dudové. Do školy chodil do nedaleké Białé. Pak vystudoval katolické gymnázium v Těšíně, kde jej podporoval profesor Leopold Šeršník (Scherschnik, Szersznik), zakladatel Šeršníkova muzea. Zde údajně sestrojil na čtyřicet mechanismů a modelů a díky Šeršníkovi se některé dochovaly dodnes. Jako gymnasista navrhl rekonstrukci a sestrojil téměř půl metru vysoký model porouchaného olomouckého orloje, ale olomoučtí radní nakonec na tuto opravu nepřistoupili. V roce 1803 odešel na studia do Brna, kde se od roku 1763 rozvíjel textilní průmysl. Vzal s sebou model stroje na postřihování sukna. Jeden rok zde chodil na přednášky o technické mechanice profesora Karla Andrého a pak odešel do Prahy studovat logiku a filozofii na Filozofické fakultě Karlo-Ferdinandovy Univerzity.
Na doporučení Josefa Dobrovského byl přijat jako vychovatel tří synů synů hraběte Karla Josefa Clam-Martinice. Studium na fakultě brzy přerušil a na nabídku ředitele pražské polytechniky Františka Antonína Gerstnera nastoupil jako technik v mechanickém kabinetu na Stavovský polytechnický ústav za roční plat 3000 zlatých. Gerstnera zaujal jeho model postřihovacího stroje. Do povědomí veřejnosti přišel jako zhotovitel kvalitních protéz, o které byl po napoleonských válkách mezi válečnými invalidy zájem. Noviny napsaly o jeho pohyblivé mechanické protéze pro řeckého generála Alexandrose Ypsilantiho, který v bitvě u Drážďan přišel o ruku. Ruskému důstojníku Nikolaji Jakovleviči Danilevskému, otci stejnojmenného ruského filozofa a historika Danilevského, zkonstruoval protézy obou nohou.
Vyučil se přitom u pražského hodináře Petra Heinricha a pro účely výuky polytechniky zhotovil soubor modelů hodinových kroků nejprogresivnějších systémů, i pro speciální použití od typů přenosných, interiérových, astronomických až po věžní hodiny. V roce 1812 zdokonalil astronomické hodiny klementinské hvězdárny, když dosavadní kotvici a vřeteno nahradil tzv. Grahamovým hákem, který okamžitě začali používat i ostatní pražští hodináři. Dodnes funkční hodiny se v pražském v Astronomickém ústavu používaly do roku 1984. Dále zhotovoval nástěnné kyvadlové hodiny skříňové.

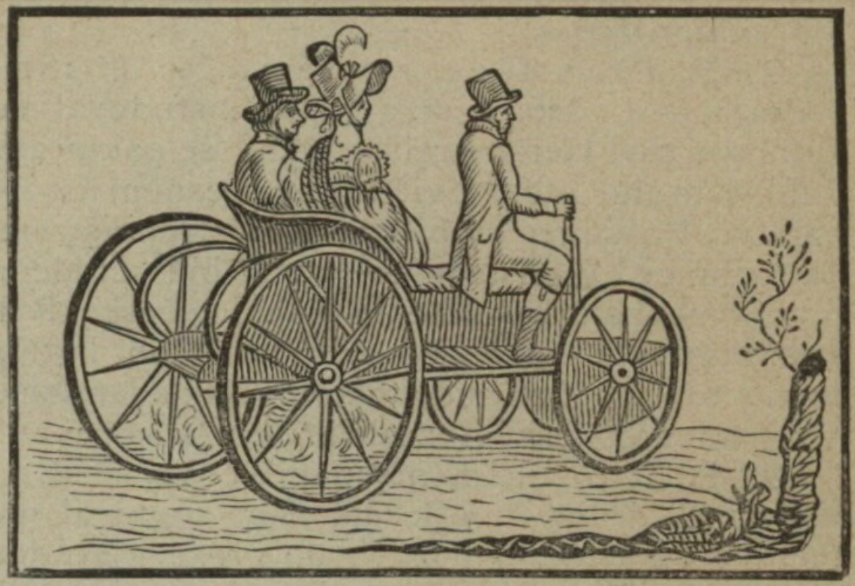
Božkův parovůz (rytina okolo r. 1890)

Zkonstruoval věžní hodiny pro pražskou Invalidovnu a Bílou věž v Hradci Králové. Vytvořil také "umělé hodiny" pro Dům U bílého jednorožce na Staroměstském náměstí. Pro hraběte Kounice sestrojil kapesní hodinky, které se samočinně natahovaly pohybem ruky během chůze.
O parním stroji a jeho využití na vozidle se Božek poprvé dozvěděl od pražského obchodníka Hübla. Ten v Paříži sledoval experimenty britského konstruktéra Richarda Trevithicka. V roce 1811 Trevithickův parní stroj jako první přivezl do Čech hrabě Jiří František August Buquoy. Byl rozložený v bednách, jednotlivé součásti byly jen hrubě opracovány a hrabě k nim neměl žádné plány. Božek se úspěšně pustil do jeho zprovoznění. Pak zkonstruoval vlastní parní vůz, který jako první na našem území předvedl 24. září 1815 v Královské oboře. Referoval o tom deník Prager Zeitung. Sestrojil také dva parníky. Nejdříve asi 1,5 metru dlouhý model, který předvedl na rybníku ve Valdštejnské zahradě a pak 13,27 metru dlouhý a 2,84 metru široký parník, který společně s parním vozem předvedl 1. června 1817 v Královské oboře a na náhonu Císařského mlýna Během produkce se strhla průtrž mračen a v nastalém zmatku někdo ukradl pokladnu s vybraným vstupným. Zadlužený Božek rozbil svůj vůz a zanevřel do konce života na experimenty s parním strojem. Založil podnik Strojírny Božek a synové, který se věnoval konstrukci čerpadel pro vodárny (např. systém odtlačného zařízení pro novomlýnskou vodárnu v Praze). Později zhotovoval vagóny pro Gerstnerovu koněspřežnou železnici České Budějovice – Linec.

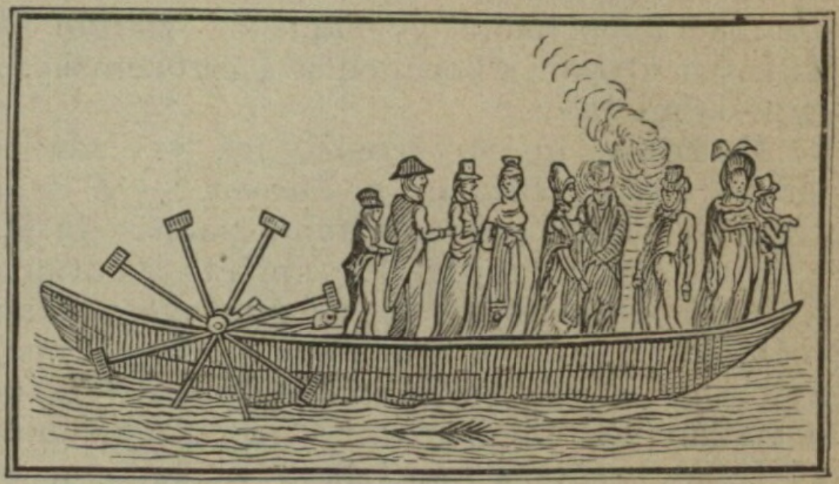
Božkova paroloď (rytina okolo r. 1890)

### Rodinný život
Dne 20. listopadu 1808 se Božek v Praze v kostele sv. Havla oženil s Josefinou, dcerou pražského sládka Langa. Narodili se jim dva synové, František (1811–1886) a Romuald (1814–1898). Starší František navázal na otcovu činnost hodináře a jemného mechanika a převzal po něm i zaměstnání c. a k. mechanika na Polytechnice. Mladší Romuald vynalézal a konstruoval mj. dopravní prostředky, časoměrné přístroje, lékařské či hudební nástroje, byl stavitelem vodovodů a pracoval jako c. a k. mechanik pražské městské vodárny. Josef Božek zemřel v roce 1835 poté, co si při úpravě staroměstské vodárny přivodil těžký zápal plic. Byl pochován na Olšanských hřbitovech. Manželka Josefa zemřela 26. května 1863 ve věku 78 let, přežila manžela o více než 27 let.

## Repliky parovozu

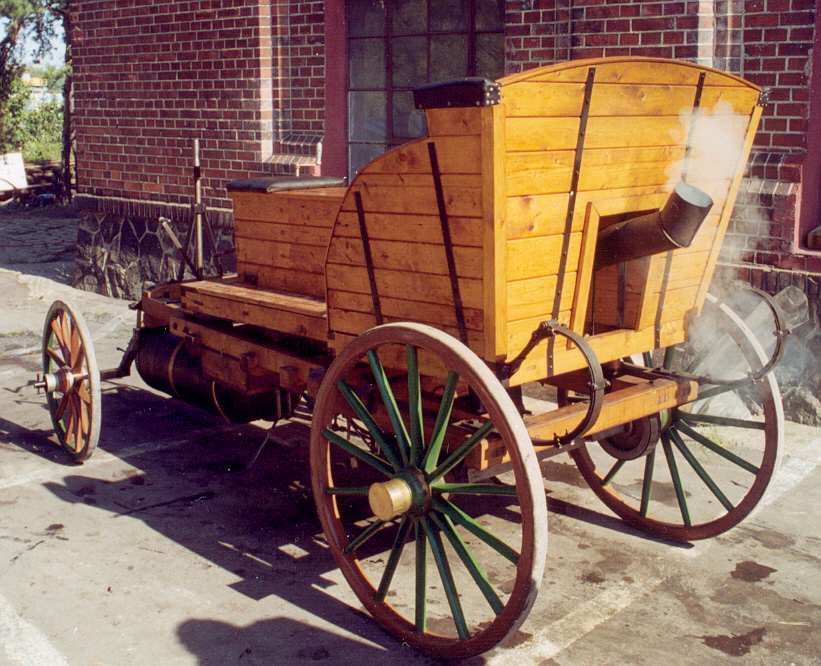
Replika Božkova parovozu

O rozbitém parním voze zůstaly jen jedna kresba Božkova syna a písemné záznamy. V roce 1942 František Rott podle ní vytvořil model v měřítku 1:5 a je vystaven v Národním technickém muzeu. V roce 1950 byla jako pohyblivá maketa postavena replika parního vozu pro natáčení filmu Posel úsvitu. Funkční repliku postavil počátkem 90. let 20. století Josef Svoboda z Liberce. V roce 2015 tuto repliku zrestaurovali pracovníci Muzea starých strojů a technologií v Žamberku, kde je i vystavena.

## Kulturní odkaz

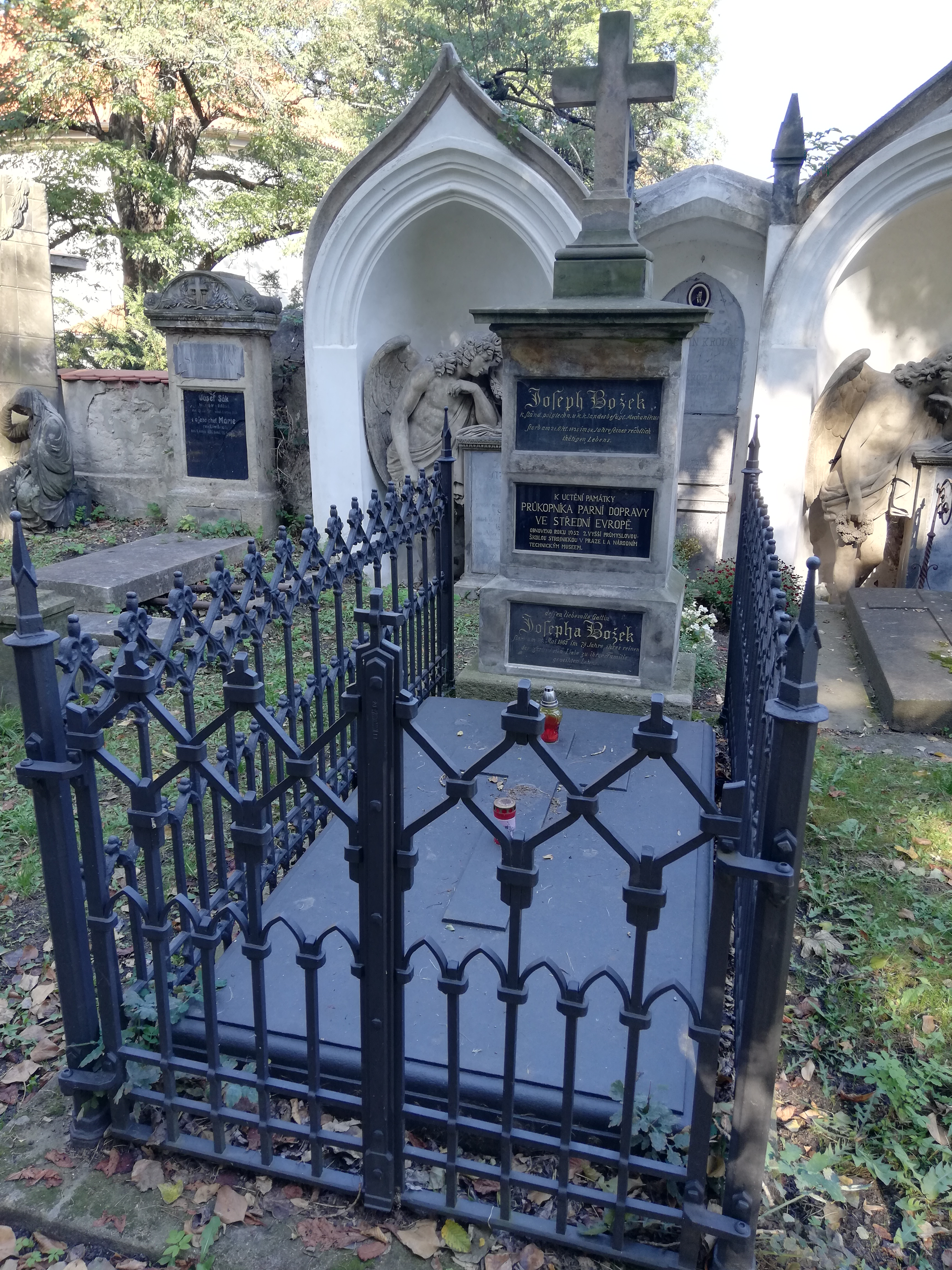
Hrob Josefa Božka na Olšanských hřbitovech (říjen 2021)

Osobnost Josefa Božka se stala námětem několika uměleckých děl. Spisovatel Jaroslav Raimund Vávra v roce 1947 napsal knihu Posel úsvitu – Mechanikus Josef Božek. Podle ní pak roku 1950 režisér Václav Krška natočil životopisný film Posel úsvitu s Vladimírem Rážem v hlavní roli a o rok později za něj byl oceněn na VI. Mezinárodním filmovém festivalu v Karlových Varech. Polská spisovatelka Zofia Kossak-Szczucka ve sbírce Nieznany kraj (Neznámý kraj) z roku 1948 Božkovi věnovala povídku Czarodziej (Divotvůrce). Povídku o něm napsal také spisovatel Gustaw Morcinek. Postava Josefa Božka se v roce 2004 objevila v představení Těšínského divadla Těšínské niebo – Cieszyňskie nebe s písničkami Jaromíra Nohavici.
Asi nejznámější Božkův portrét namaloval Antonín Machek. Československá poštovní známka s portrétem Josefa Božka v hodnotě 30 haléřů byla vydána 27. května 1957. V roce 2015 vydala Česká národní banka stříbrnou minci s portrétem Božka na lícní straně a zobrazením parovozu na rubové. Navrhl ji akademický sochař Zbyněk Fojtů u příležitosti 200. výročí předvedení parovozu a měla nominální hodnotu 200 Kč.
V rodných Běrech v roce 1986 Božkovi potomci odhalili pamětní desku na budově Obecního kulturního centra (Dom Działacza Kółek Rolniczych). V roce 2005 umístil pamětní desku do presbytáře kostela v obci Hradec další potomek Michał Bożek a má připomínat Božkův křest, který zde proběhl v roce 1782. Pan Michał Bożek je i majitelem zámku v této obci, který koupil v roce 2004 a patří mu také továrna Ustronianka na výrobu nealkoholických nápojů a minerálních vod v Ustroni. Gymnázium v Českém Těšíně na Božkovu počest přijalo v roce 2015 název Gymnázium Josefa Božka. Pražské ČVUT společně s gymnáziem nechalo v roce 2018 zrekonstruovat Božkův hrob na Olšanských hřbitovech.
Božek je někdy označován za slezského (či českého nebo polského) Stephensona. Jako ke krajanovi se k němu hlásí i Poláci.